# Massimo Quaglino
Massimo Quaglino (Refrancore, 15 giugno 1899 – Torino, 7 luglio 1982) è stato un pittore e scultore italiano.

## Biografia

### Formazione ed esordi
Nacque a Refrancore, in provincia di Asti, da Pietro, sellaio, e da Albina Roberto. Le notizie riguardanti la sua infanzia sono scarne, il padre Pietro per un certo periodo ricoprì anche la carica di sindaco del paese.
Nel 1904 la famiglia di Massimo, che comprendeva altri tre fratelli (Teresina, Luisa e Mario), si trasferì a Torino ed egli nel 1910 frequentò la scuola tecnica Plana, dove strinse amicizia con Giuseppe Pacotto, meglio conosciuto in seguito come Pinin Pacòt, uno dei più grandi poeti dialettali piemontesi.
La formazione artistica di Quaglino fu quella di autodidatta, grazie anche alle influenze dirette dei disegnatori Giuseppe Porcheddu e Valerio Jahier.
Nel 1914 pubblicò il suo primo disegno sulla rivista Il Fischietto, collaborando alla quale fece amicizia con Golia che lo portò al settimanale umoristico Numero.
Durante la prima guerra mondiale, nel 1917, Quaglino collaborò al fronte con la rivista La trincea, illustrando i vari aspetti della vita militare.

### L'affermazione
Al termine della guerra, Quaglino sviluppò il suo lavoro di illustratore lavorando per la rivista per ragazzi Cuor d'Oro, diretta da Francesca e Onorato Castellino.
Nel 1923 partecipò alla XXV esposizione della Società Amici dell'Arte e nel 1926 espose quattro dipinti alla Mostra delle Vedute di Torino, organizzata dalla società Antonio Fontanesi.
Nel 1926 e 1927, in collaborazione con Giulio Boetto, preparò per il settimo centenario della morte di San Francesco un grosso diorama, costituito da 12 tempere scenografiche rappresentanti episodi della vita del santo patrono d'Italia.
Dal 1927 in poi partecipò quasi annualmente alla mostra della Società Promotrice delle Belle Arti, diventando uno dei suoi appuntamenti fissi.
Nel 1929 partecipò alla mostra delle ceramiche Lenci alla galleria Pesaro di Milano.

### Gli anni trenta e quaranta
Quaglino, oltre alle sempre più fitte partecipazioni alle mostre pittoriche in Italia, sviluppò l'attività di decoratore ed affrescatore. Già negli anni venti aveva affrescato e decorato il Padiglione di Caccia e Pesca all'Esposizione di Torino per il IV Centenario della nascita di Emanuele Filiberto I di Savoia (1528).
Nel 1930 affrescò, in collaborazione con Deabate, la sala detta dei "Due Sergenti" presso la Villa Reale di Monza in occasione della IV Esposizione Internazionale di Arte decorativa. Sempre nello stesso anno l'artista affrescò le stanze di Villa Ponti ad Arona e nel 1936, le sale di Palazzo Riccardi allora sede del Torino.
Nel 1938 affrescò il dopolavoro di corso Re Umberto I e sul finire degli anni trenta portò a termine le decorazioni dell'abside della cappella di sant'Aniceto a Villar Perosa, raffiguranti scene della vita di Gesù.
Tra il 1930 ed il 1948 partecipò ininterrottamente alla Biennale di Venezia e nel 1935, insieme al Deabate, curò costumi e scenografia del film Don Bosco di Alessandrini.
Nel 1942 Quaglino fu richiamato alle armi, ma venne impiegato in un corpo speciale costituito da artisti e scrittori con il compito di illustrare e raccontare i fatti di guerra. Le opere vennero esposte nel 1942 alla XXIII Biennale di Venezia e nel 1943 alla Galleria di Roma in occasione della II Mostra d'Arte Marinara.
Al termine della guerra l'artista intensificò la collaborazione pubblicitaria con la FIAT e nel 1949 partecipò ai raduni dei "18 Pittori di Bardonecchia", che esponevano paesaggi montani in diverse mostre, in giro per l'Italia.

### Gli anni cinquanta, sessanta e settanta
Quaglino, tra il 1952 e 1959, collaborò con alcuni artisti tra cui Casorati, Paulucci, Valinotti, Garino e Martina nella trasposizione figurata delle liriche di Guido Gozzano ed illustrò i lavori per la diga di Beauregard.
Nel 1955 gli venne assegnata la cattedra di Decorazione all'Accademia Albertina di Torino, che tenne fino al 1969.
Negli anni sessanta si intensificano le mostre in Italia e Quaglino cominciò anche una collaborazione con il giornale Stampa Sera di Torino.
Nel 1969 pubblicò una serie di litografie per I promessi sposi, che espose in diverse mostre a (Firenze, 1970), (Milano, 1970), (Lecco, 1973), a cui si aggiunsero le litografie per Orlando furioso (Alessandria, 1973), (Fossano, 1973).
Dal 1981 le opere di Quaglino sono conservate nella Galleria d'Arte Moderna di Torino.
Morì a Torino il 7 luglio 1982, in via Sforzesca.

## I temi pittorici
Massimo Quaglino è considerato unanimemente dalla critica come pittore piemontese per eccellenza.
Appartiene cioè a quella schiera di artisti piemontesi affermatasi tra le due guerre, con modeste innovazioni artistiche che furono influenzati dal gruppo dei Sei di Torino. Il critico Emilio Zanzi lo colloca tra il gruppo dei "Torinesi di Torino" insieme a Giulio Da Milano, Teonesto Deabate, Giulio Boetto e Domenico Valinotti.
I temi di Quaglino, che prendono corpo principalmente alla fine degli anni trenta, sono quelli di una visione intimistica della realtà paesana quotidiana, principalmente di Refrancore e dei paesaggi del Monferrato.
La tecnica utilizzata dall'artista si avvicina molto a quella "chiarista" dei pittori lombardi del periodo: alleggerisce e schiarisce la sua tavolozza dando un'immagine dipinta leggera e luminosa molto simile alla pittura del suo amico Pio Semeghini.
Negli anni cinquanta Quaglino è notevolmente influenzato dal pittore francese Pierre Bonnard spostando la sua pittura in una visione post-impressionistica.
A partire dagli anni settanta i temi del pittore refrancorese trattano la rappresentazione di manichini e maschere collocati in ambienti spesso in disordine con armadi o cassettoni, ispirati spesso alla pittura di Ensor, ma con una vena maggiormente ironica e giocosa. Anche la pittura abbandona le trasparenze passate diventando più materica e plastica.

## Mostre
Le principali esposizioni di Massimo Quaglino:
- Esposizione della Società Amici dell'Arte, Torino, 1923, 1927, 1931, 1933, 1934, 1936, 1938
- Società di Belle Arti Antonio Fontanesi, Torino, 1924
- Esposizione Nazionale per il IV centenario della nascita di Emanuele Filiberto, X della Vittoria, Padiglione Caccia e Pesca e Padiglione Casa del Vino, Torino, 1928
- Esposizione della Società Promotrice delle Belle Arti,Sindacato Regionale, Torino, 1929, 1930, 1931, 1932, 1934, 1935, 1936, 1942, 1947, 1949, 1951, 1956, 1957, 1958, 1959, 1960, 1961, 1962, 1965, 1966, 1967, 1968, 1969, 1972, 1974, 1975, 1977, 1978,
- Mostra delle ceramiche Lenci, Galleria Pesaro, Milano, 1930
- IV Esposizione Triennale Internazionale delle arti decorative e industriali moderne, Monza, 1930
- Esposizione Biennale Internazionale, Venezia, 1930, 1934, 1936, 1942, 1948
- Galleria Guglielmi, Torino, 1930-1931
- Rappresentazione scultorea, architettonica e pittorica, Santuario d'Oropa, 1932
- Mostra provinciale di Alessandria, 1932
- Galleria Ronco, Biella 1933
- Casale Monferrato, 1933
- Mostra nazionale di Belle Arti, Firenze, 1933
- Mostra d'Arte e Artigianato, Pinerolo 1933
- Quadriennale d'Arte nazionale, Roma 1935, 1965
- Asti, 1936, 1939
- Personale, Salone de "La Stampa", Torino 1936
- Akademie der Künste, Berlino 1937
- Casa degli Artisti, Milano 1940
- II Mostra d'arte marinara, Galleria di Roma 1943
- Galleria Garlanda, Biella 1943
- Galleria "Il Grifo", Torino 1946
- Mostra nazionale premio Pelizza da Volpedo, Istituto d'Istruzione, Antichità e Arte, Tortona 1946
- Mostra dei 18 pittori di Bardonecchia, galleria Annunciata, Milano 1949
- Mostra dei 18 pittori di Bardonecchia, galleria Fogliato, Torino 1949
- Premio Pasini, sala del Cavallino bianco, Cavoretto 1949
- Mostra dei 18 pittori di Bardonecchia, galleria Rotta, Genova 1949
- Mostra dei 18 pittori di Bardonecchia, galleria della Gazzetta del Popolo, Torino 1949
- Concorso "La spola d'oro", Palazzo delle Esposizioni Torino 1950
- Galleria Aureliana, Roma 1954
- III premio di pittura ESSO, Viaggio in Italia con il patrocinio della Biennale di Venezia, Venezia 1955
- Passeggiate con Guido, Agliè 1955
- Premio Bussa, Museo Civico, Asti 1956
- Dieci pittori piemontesi sulla costiere amalfitane, Agropoli, Palinuro, galleria "Medea", Napoli 1959
- XXII Biennale Nazionale d'Arte, Palazzo della Promotrice, Milano 1962
- Premio Alfieri, Asti 1962
- Vacanze in Spagna. Disegni e acquarelli di Massimo Quaglino, galleria "Fogliato", Torino 1963
- Disegni per "I Promessi Sposi, galleria "Torre", Torino 1966
- Personale, Galleria "Caldarese", Bologna 1969
- II Biennale internazionanel della grafica: la grafica tra le due guerre, 1918-1939, disegni per i Promessi Sposi, Palazzo Strozzi, Firenze 1970
- Personale, galleria "La Giostra", Asti 1971, 1979
- X Premio nazionale città di Imperia, Pinacoteca Civica, Imperia 1971
- Litografie per L'Orlado Furioso, Circolo de "La Stampa", Torino 1972
- Mostra Antologica, Palazzo Chiablese, Torino 1980
- Materiali Arte Italiana 1920-1940, Galleria d'Arte Moderna Torino 1981
- Le ceramiche Lenci. Gli artisti secessionisti. Centro Internazionale di Brera, Milano 1983